# なかしましほ
なかしま しほ（1972年 - ）は、新潟県胎内市出身の料理家。
姉は編み物作家の三國万里子。夫はデザイナー・イラストレーターの中島基文で、一男一女の母。

## 来歴・人物
レコード会社や出版社勤務を経たのちに、ベトナム料理店やオーガニックレストランで経験をかさねたのち、料理家に。
2006年「foodmood（フードムード）」の名で、からだにやさしい素材を使って作るお菓子の工房をスタート。ナチュラルなおやつ、ごはんのレシピを提案。その他、料理教室やレストラン、カフェのメニュー開発や映画のフードコーディネートなども。
2011年よりほぼ日刊イトイ新聞で連載を開始した「ちいさなレシピ」シリーズは、ツイッターを利用した140文字のレシピのシリーズ。のちにレシピの改良をして書籍『みんなのおやつ』として出版。
2016年10月22日公開の映画「バースデーカード」の劇中菓子制作を担当。

## 著書
- もっちりシフォンさっくりクッキーどっしりケーキ-オーガニックなレシピノート（文化出版局　2007年9月）
- まいにち食べたい“ごはんのような”シフォンケーキの本（主婦と生活社　2008年10月）
- チョコおやつ-オーガニックなレシピノート（文化出版局2008年12月）
- まいにち食べたい“ごはんのような”クッキーとビスケットの本（主婦と生活社　2009年10月） ※第1回料理レシピ本大賞 in Japan お菓子部門大賞受賞
- おやつですよ（文藝春秋刊　2010年4月）
- まいにち食べたい“ごはんのような”ケーキとマフィンの本（主婦と生活社　2011年1月）
- ごはんですよ（文藝春秋刊　2011年4月）
- まいにち食べたい“ごはんのような”クッキーとクラッカーの本（主婦と生活社　2012年1月）
- みんなのおやつちいさなレシピを33（ほぼ日 2013年9月）
- スール（三國万里子との共著 ほぼ日 2017年４月）

## 出演
- NHK「あさイチ」 手作りグラノーラレシピ（2013年10月）
- Eテレ「きょうの料理」 なかしましほの朝ごはんスイーツ（2014年8月）